# Compaq

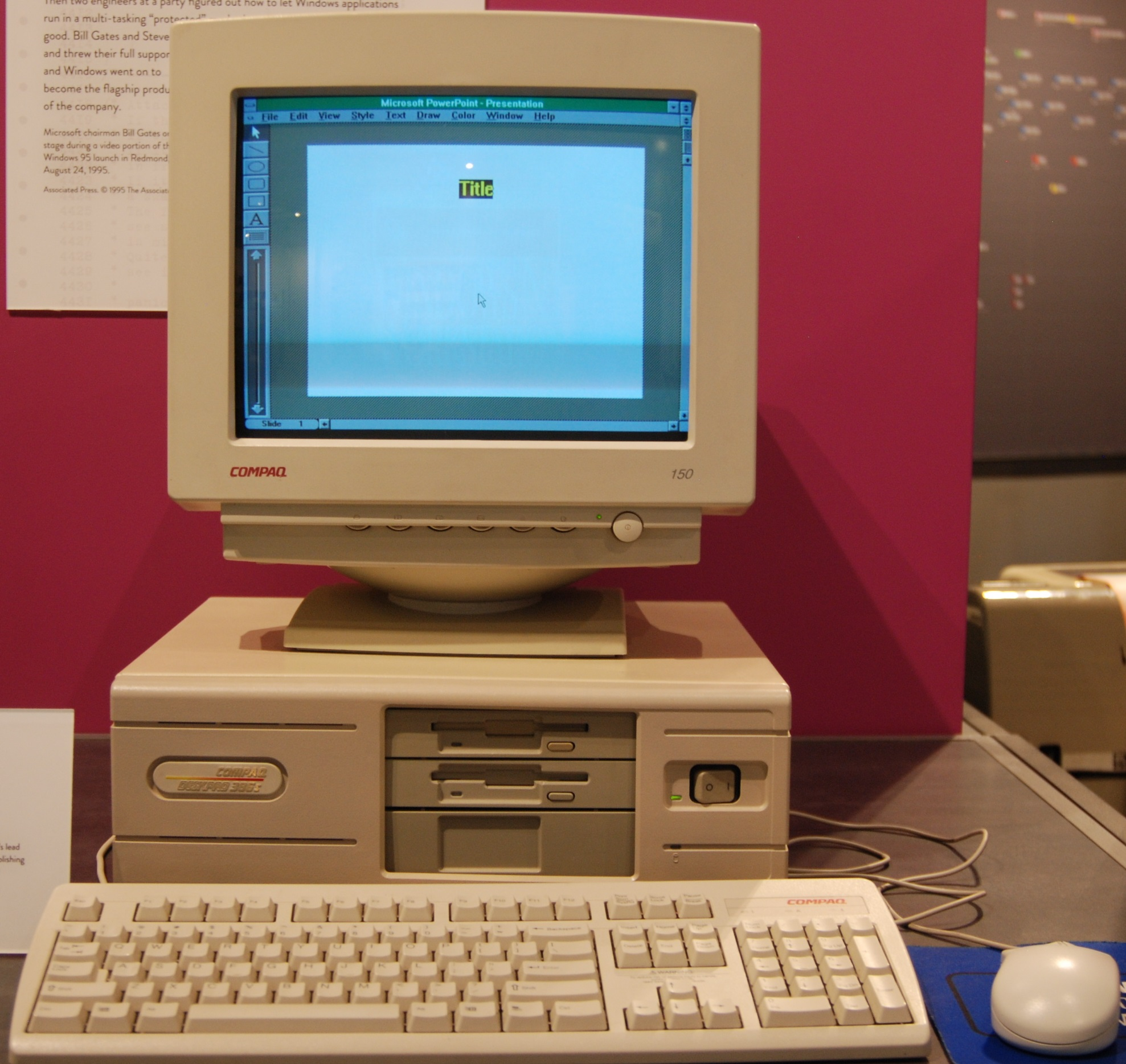
Un Compaq DeskPro 386S, Living Computer Museum.

Compaq Computer Corporation est une entreprise d'informatique créée en 1982 par Rod Canion, Bill Murto et Jim Harris à Houston, Texas (États-Unis). Compaq est l'abréviation de COMPatibility And Quality. Compaq était un des principaux fabricants de compatibles PC durant les années 1980 et 1990.
En mai 2002 Compaq est intégrée à la société Hewlett-Packard, après avoir souffert au cours de la seconde partie des années 1990 de la concurrence de Dell, dont l'investissement sur les serveurs a bénéficié de la bulle boursière internet et de la très forte hausse des sociétés de technologie.
En 2021, la société développe sa gamme de produits pour seulement quelques pays : tablettes tactiles pour les États-Unis, TV connectés pour l'Inde et PC portables pour le Brésil. 

## Histoire

### La création de l'entreprise à Houston
Compaq Computer Corporation est créée par Rod Canion, Bill Murto et Jim Harris, trois anciens ingénieurs de Texas Instruments à Houston, Texas (États-Unis), en février 1982. Le siège social européen est installé à Munich (Allemagne) en octobre 1983 par Eckard Pfeiffer et son introduction au NASDAQ est réalisée en décembre. Le premier ordinateur produit par Compaq est portable, il pèse 12 kg et est compatible avec les PC d'IBM. Plus de 53 000 portables sont livrés par Compaq sur l'année 1983 aux États-Unis et au Canada. 
L'année 1984 commence bien pour Compaq qui annonce en  janvier 111,2 millions de dollars de chiffre d'affaires pour la première année, un record dans l'industrie américaine. Dans la lancée sort en juin le premier ordinateur de bureau, le Deskpro et en septembre est créée la filiale française à Paris.

### La première usine européenne
En avril 1986, Compaq livre son 500 000e micro-ordinateur et en octobre, construit sa première usine européenne à Erskine (Écosse). En 1986, Compaq lance le Deskpro 386, le premier ordinateur équipé de la puce Intel 80386. Pour la première fois, Intel ne donne pas à IBM la primeur de son nouveau processeur. Compaq prend l'avantage sur IBM avec des PC plus performants. 
En novembre 1987, Compaq atteint un million de micro-ordinateurs fabriqués. 
En 1988, Compaq s'accorde avec les autres constructeurs de PC, contre IBM, au sein du forum de l'industrie EISA (Extended Industry Standard Architecture). En octobre 1989, l'entreprise lance une nouvelle gamme d'ordinateur plus léger et donc plus facilement portable, le Compaq LTE, suivi en novembre par le lancement du premier serveur PC, le Compaq Systempro 386 à bus EISA. 
En 1991, Compaq enregistre ses premières pertes trimestrielles pour 20 millions de dollars. En octobre 1991 Eckard Pfeiffer est nommé Président et Chief Executive Officer en remplacement de Rod Canion. 
En juin 1992, Compaq lance ses premiers PC et portables à prix réduits (ProLinea et Contura). Août 1993 voit le lancement d'une nouvelle ligne de micro-ordinateurs spécialement conçus pour les familles, la gamme Compaq Presario. En septembre 1993, de nouveaux serveurs haut de gamme, les Compaq ProLiant, sont commercialisés. Compaq est alors n°1 sur le marché français. En février 1994, le mini-portable Compaq Contura Aero est commercialisé.

### N°1 mondial des ventes de PC
En novembre 1994, Compaq est en tête du marché européen de la micro-informatique avec 14 % de part de marché (Source: Dataquest) et devient en décembre 1994 n°1 mondial des ventes de PC. En mars 1995, Compaq sort de nouvelles gammes de micro-ordinateurs de bureau ProLinea et Deskpro, puis, en août, il devient le premier constructeur à proposer Windows 95. En octobre, Compaq acquiert Thomas Conrad, une entreprise qui construit des cartes d'interfaces réseau et de concentrateurs, et en novembre, c'est au tour de NetWorth, leader dans la fabrication et la commercialisation de hubs Fast Ethernet, de commutateurs et de produits de gestion de réseau. 
En octobre 1996, Compaq annonce ses premières stations de travail, les Compaq Professional 5000 et le millionième serveur au niveau mondial est livré en novembre. En janvier 1997, Compaq lance une filiale nommée Compaq Capital pour le financement et la location d'équipement informatique. 

### Premier portable multimédia grand public
Février 1997 voit l'annonce du premier portable multimédia conçu pour le grand public, le Compaq Presario 1060. En mai 1997, Compaq acquiert Tandem Computers et livre en décembre son deux millionième PC. En janvier 1998, Compaq annonce l'acquisition de Digital Equipment Corporation et en février, la filiale française lance un plan d'équipement informatique pour les PME. En mai est lancé l'ordinateur de poche C-Series. En octobre est lancée une nouvelle génération de serveurs à base de processeurs Alpha 64-bits. 
En janvier 1999, Compaq acquiert Shopping.com, une entreprise américaine spécialisée dans la vente en ligne et crée le site Compaq.com. En février, le premier assistant de poche à écran couleur, Aero 2100, est lancé. En avril, la filiale française annonce sa nouvelle stratégie PME avec des solutions métiers et des produits totalement dédiés avec la gamme Prosignia. En juillet, Michael D. Capellas est nommé PDG de Compaq Corp.

### Le rachat par Hewlett-Packard
Entre 1995 et 2000, Compaq souffre de la concurrence de Dell, l'éclatement de la bulle internet et le krach de mars 2000 menace l'entreprise. Le 4 septembre 2001 est annoncé le rachat de Compaq par Hewlett-Packard ; la fusion-acquisition devient effective en mai 2002.

## Marketing

### Identité visuelle (logo)

Logo initial avant 1993.
Logo avant 1998.
Logo avant 2008.
Logo Compaq à partir de 2008.

### Clips publicitaires
Pour plusieurs campagnes publicitaires sous forme de clips, comme celles pour le Portable II en 1984 ou le Desktop 386 en 1986, Compaq travaille avec l'acteur John Cleese, cofondateur des Monty Python. Ces clips au genre surréaliste auront beaucoup de succès auprès des geeks et permettent à Compaq d'augmenter fortement ses ventes.